# Uridin-difosfat galaktoza
Uridin-difosfat galaktoza (UDP-galaktoza) je intermedijer u produkciji polisaharida. Ona je značajna za metabolizam nukleotidnih šećera, i supstrat je za transferazu B4GALT5.